# Glazenier
Een glazenier is een kunstenaar die kunstzinnige glasobjecten maakt, die als ruit in een gebouw geplaatst kunnen worden. Glazeniers worden onder meer ingeschakeld voor het ontwerp en de vervaardiging van glas-in-loodruiten of gebrandschilderd glas, voor kerkgebouwen. De term glaskunstenaar is breder en omvat ook de makers van glazen objecten als vazen en sculpturen.
In Nederland hebben de glazeniers een beroepsvereniging, de OVG. Sinds 2008 kent de Nederlandse Vakschool Schoonhoven (voorheen: Zilverschool), een opleiding tot glazenier.

## Bekende glazeniers
Enkele bekende glazeniers zijn:
- Jean-Baptiste Bethune (Gent)
- Joop van den Broek (Amsterdam)
- Jean-Baptiste Capronnier (Brussel)
- Joseph Casier (Gent)
- Samuel Coucke (Brugge)
- Charles Eyck
- Abram Stokhof de Jong
- Marius de Leeuw
- Charles Lévêque (Beauvais)
- Max Nauta
- Joep Nicolas
- Willem van Oyen
- Jean-François Pluys (Mechelen)
- Leopold Pluys (Mechelen)
- Annemiek Punt
- Henri Schoonbrood
- Jan Schouten
- Arthur Verhaegen (Gent)
- Pieter Wiegersma
- Armand Blondeel (Gent)
- Michel Martens (Brugge)
- Luuc Ottens
- Claudia Kuyken

- Gemeinsame Normdatei: 4251811-8
- Library of Congress Control Number: sh85055164
- Nationale Bibliotheek van Israël: 987007531329805171